# Tina Olari
Tina Olari (Bistrița; 25 de marzo de 1974) es una diseñadora de alta costura rumana, actualmente conocida a nivel internacional por ser la diseñadora y creadora del vestido con el que ganó Mireia Lalaguna, el 19 de diciembre de 2015, la histórica corona de Miss World 2015 para España, siendo la primera vez que el país consigue este título.  

## Biografía
Tina Olari está considerada como una de las diseñadoras con más proyección de futuro. Ha colaborado y ha sido protagonista de diversos certámenes, desfiles y eventos en diferentes países, programas de televisión y artículos de prensa.  
Actualmente trabaja en varios proyectos de expansión de su empresa a Dubái, Bucarest y Madrid.  

## Premios y reconocimientos
- Premio Gala Mihai Eminescu - Benidorm 2016, Reconocimiento a una carrera por parte del Gobierno de Rumanía

- Premio Dedal de Oro - Madrid 2016, Reconocimiento a la dedicación en Diseño y Creación de Alta Costura en España

- Título y Diploma Diseñadora Oficial Miss World 2015

## Colaboraciones y proyectos

### Galas y Certámenes Miss

#### Diseño y creación de los vestidos
- Miss Grand Internacional 2016 Top 20 - Adriána Sanchez
- Miss Global Enterprise 2016 - Helen Zhong
- Miss World 2015 - Mireia Lalaguna, Ganadora de la corona, primera Miss World Española de la historia. Anterior Miss World Spain 2015
- Miss Top Model Of The World 2015 - Mireia Lalaguna.
- Miss World Spain 2015 - Mireia Lalaguna, Ganadora de la corona. Anterior Miss World Spain Barcelona 2015
- Miss World Spain 2015 -  Miss World Spain 2015 Tarragona, y ganadora de la prueba de talento en la Gala Final Miss World Spain 2015.
- Miss World Spain 2015 - Miss World Spain 2015 Llerida.
- Miss World Spain 2015 - Miss World Spain 2015 Girona
- Miss World Spain Barcelona 2015 - Mireia Lalaguna, Ganadora de la corona. Anterior Miss Atlántico 2014. Tina Olari fue la presidenta del jurado en este certamen, diseñó y creó los vestidos de las 22 participantes e invitadas.
- Miss Top Model of The World 2010-11 - Loredana Salantza, Ganadora de la corona. Fue la primera representante de la historia de Rumanía en ganar este título.
- Miss Bistrita Certámenes anuales desde 2002 a 2011

### Cantantes y Farándula
- Elisabeth Borne Ríos, cantante y Miss World Spain Tarragona 2015.
- Tina Riobo, cantante. Finalista del programa de TeleCinco La voz
- Ivet Vidal, cantante. Finalista del programa de TeleCinco La voz
- Chloe Carrascal - Alexandra Moon.

### Desfiles
- Dubai 2016
- Milano 2016
- Atipic Beauty 2016
- Fira Nuvis Barcelona 2016
- Fira Nuvis Barcelona 2015
- Desfile Pieles Prieto 2015
- Desfile Castell Jalpí 2015
- Desfile Benéfico Infantil 2015
- Desfile Drums 2013
- Desfile Fira Nuvis Reus 2012
- Rumania Fashion Trends 2010. Colaboración con Catalin Botezatu.
- Desfile Mamaia 2003
- Desfiles anuales desde 2002 a 2011, Bistrita, Transilvania.
- Desfile Fashion Cluj Transilvania 2000

### Festivales Medievales
Creación del vestuario de diferentes ediciones del Festival Medieval Transilvania, y jurado de éste.
Ediciones 2008 - 2011

### Revistas y magazines
- HOLA[1]
- Lecturas[2]
- Missosology[3]
- Mundo Deportivo[4]
- Agerpres[5]
- Romani Buni[6]
- IbTimes[7]